# Sudans ambassad i Stockholm
Sudans ambassad i Stockholm är Sudans diplomatiska representation i Sverige. Ambassadör sedan 2018 är Mohamed Isa Edam Balila. Ambassaden är belägen på Lidingö på Stockholmsvägen 33.

## Beskickningschefer
| Namn                            | Period    | Funktion   |
| ------------------------------- | --------- | ---------- |
| ?                               | ????–???? | Ambassadör |
| Abubakr Hussein Ahmed Abdeldaym | 2012–2014 | Ambassadör |
| Mahgoob Mohamed Uthman          | 2014–2018 | Ambassadör |
| Mohamed Isa Edam Balila         | 2018–     | Ambassadör |